# Juditha triumphans
Juditha triumphans devicta Holofernis barbàrie, RV 644, (en català, 'Judit triomfa sobre la barbàrie d'Holofernes'), és un oratori, subtitulat pel seu propi autor com a Sacrum militare oratorium (oratori sacre militar), compost per Antonio Vivaldi a Venècia l'any 1716. El llibret, escrit en llatí per Giacomo Cassetti, es basa en el Llibre de Judit, un text apòcrif per a hebreus i protestants però canònic per als catòlics. Va ser estrenat el novembre d'aquell mateix any a l'Ospedale della Pietà, institució per a la qual Vivaldi va treballar durant vint anys de la seva vida, de manera discontínua, com a responsable de la formació musical de les noies òrfenes i de la composició del repertori per als habituals concerts de la institució. Aquest fet justifica dues de les característiques principals de l'oratori: que tots els papers estiguin destinats a dones i una aclaparant varietat tímbrica, ja que el compositor es va valer de la rica col·lecció instrumental que posseïa l'orquestra de la Pietà.
És l'únic oratori de Vivaldi que ens ha arribat de forma completa, conservant-se incomplets altres tres dels quals s'ha perdut la música:
- La vittoria navale predetta dal Santo Pontifice Pio V Ghisilieri, RV 782 (Vicenza, ca. 1713).
- Moyses Deus pharaonis, RV 643 (Venècia, 1714).
- L’adorazione delli tre magi al bambino Gesù, RV 645 (Milà, 9 de gener de 1722).

Consta de 25 àries da capo, que amb freqüència utilitzen instruments obligats, i cinc parts de cor enllaçats pels seus respectius recitatius i recitatius acompanyats. Requereix una plantilla vocal de cinc veus femenines més el cor i una distribució orquestral extraordinàriament rica amb instruments que no prenien part de manera habitual en òperes o oratoris, com la mandolina o el chalumeau. L'original que ha arribat fins a nosaltres, descobert en la dècada de 1920, no conté la típica simfonia inicial, la qual cosa no significa que no existís, ja que era una pràctica habitual conservar-la de forma independent per poder reutilitzar-la en altres situacions si era necessari.
L'oratori posseeix un important rerefons polític que explota a consciència, ja que va ser escrita per celebrar la victòria sobre els turcs després d'una llarga contesa entre la República de Venècia i l'Imperi Otomà, que va finalitzar amb la signatura de la denominada Pau de Passarowitz, el 1716. Aquest caire militar explica, amb independència de l'extraordinària qualitat de la seva música, l'èxit excel·lent que va obtenir l'obra en la seva estrena.
El manuscrit de la composició està preservat en els folis 209-302 bis del volum Foà 28 de la Biblioteca Nacional de Torí. El frontispici de la partitura amb el títol s'ha perdut (igual que la simfonia inicial). La seva primera representació ja en avançat el segle xx fou l'any 1939, a Siena, encara que després va tornar a caure en l'oblit durant mig segle.

## Instrumentació i repartiment vocal
La seva plantilla instrumental i vocal és la següent:
- violins primers
- violins segons
- violes
- baixos (violoncels i contrabaixos)
- 2 trompetes en Re
- timbals
- 2 flautes de bec contralt en fa
- 2 oboès
- 2 clarinets en Si bemoll
- chalumeau soprano en Si bemoll
- viola d'amore
- 4 tiorbes
- mandolina
- òrgan
- 5 violes dona gamba (2 soprano, 2 tenor, baix)
- cor (soprano, contralt, tenor, baix)

Gràcies a una còpia del llibret conservada a la biblioteca del Conservatori Santa Cecília de Roma, se saben els noms de les cantants que es van fer càrrec dels papers protagonistes de l'obra. Algunes d'elles ja figuraven en documents anteriors com a cantants d'uns altres oratoris (per exemple, la primera ària substituïda en la revisió del Magníficat en sol menor RV 610/611, de 1739, va ser escrita per a Apol·lònia).
| Personatge | Tessitura | Àmbit         | Repartiment en l'estrena |
| ---------- | --------- | ------------- | ------------------------ |
| Juditha    | Contralto | do3 – mib4    | Caterina                 |
| Holofernes | Contralto | do3 – el meu4 | Apol·lònia               |
| Vagaus     | Soprano   | do3 – sol4    | Barbara                  |
| Obri       | Contralto | re3 – el meu4 | Silvia                   |
| Ozias      | Contralto | do3 – re4     | Giulia                   |

## Argument
El rei assiri Nabucodonosor II envia un exèrcit contra Israel per exigir tributs no pagats. L'exèrcit que mana el general Holofernes posa lloc a la ciutat de Betulia i està a punt de conquistar-la. La jove vídua jueva Juditha va al campament assiri per implorar pietat. Holofernes s'enamora d'ella. Després d'un ric banquet on beu molt vi, s'adorm. Juditha li talla el cap, fuig del camp enemic i torna victoriosa a Betulia.

## El llibret de Cassetti
De l'autor del llibret, Giacomo Cassetti, amb prou feines sabem gens més enllà d'algunes al·lusions en documents oficials sota la denominació de cavaliere o dottore. Va conrear principalment l'oratori arribant fins a nosaltres un bon nombre de textos religiosos tant en llatí com en llengua vernacla. No va treballar llibrets d'òpera ni obres de caràcter profà. Es disposa d'un llistat de les seves obres, totes incloses en el lapse de temps que transcorre entre l'any 1702 (Amore in prodigi nella sempre immacolata Concettion di Maria, representat en Monselice) i el 1707 (Sterilis faecunda armonica exultatio, pel Ospedaletto venecià), després del qual la seva figura desapareix abruptament.
Una de les característica més influents en el desenvolupament instrumental de l'obra és l'elecció de Cassetti (seguint els cànons venecians de l'època) d'articular el desenvolupament del drama sense testo (historicus), és a dir, sense narrador, element indispensable per a la generació anterior a Vivaldi (Carissimi o Vinacesi, per exemple). L'absència del narrador persegueix l'equiparació de personatges evitant que cap caràcter quedi eclipsat. El major problema d'aquesta distribució és l'alt grau de responsabilitat que recau sobre cadascun d'ells, exigint del músic una notable capacitat d'introspecció psicològica per aconseguir l'empatia amb el públic. L'acció, en conseqüència, es veu afectada, ja que el personatge ha d'iniciar per si mateix l'acció sense un testo que li avanci al públic les intencions dels actes i eliminant part del seu enfocament reflexiu.
L'abolició del testo és el major punt de convergència entre l'oratori i l'òpera a nivell estilístic i estructural durant la primera meitat del segle xviii. Normalment va ser l'oratori el que es va moure cap a l'òpera, encara que la inclusió d'elements didàctics en les trames de les òperes poden considerar-se una excepció en el sentit contrari (Metastasio era un amant dels conflictes ètics en els drames). Tractarem amb més deteniment aquestes correlacions entre gèneres a l'apartat musical.

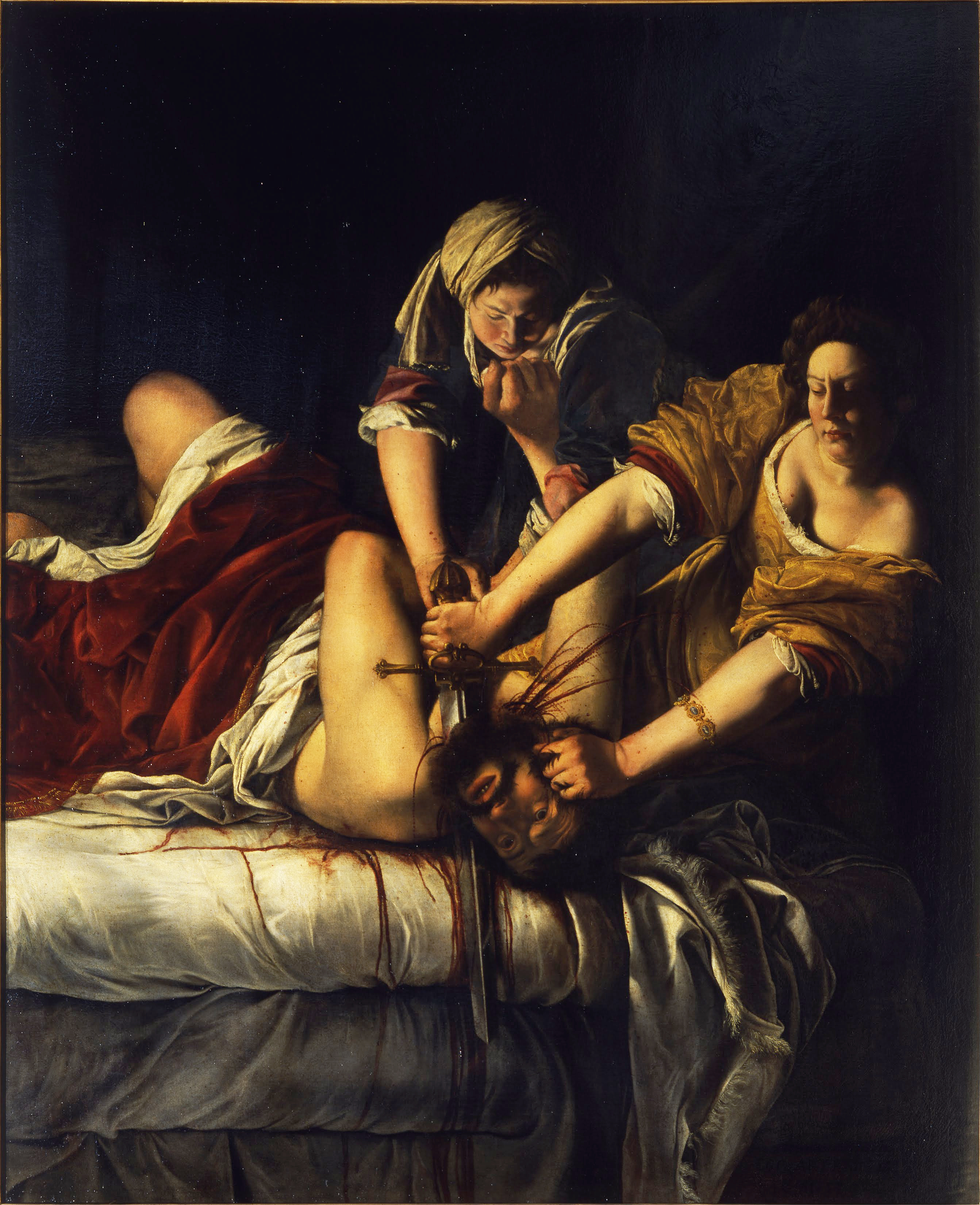
Judit decapitant a Holofernes, per Artemisia Gentileschi, Florència.

Si l'absència del cronista era ja un lloc comú, no ho era en absolut l'estil d'escriptura amb que Cassetti afronta el Juditha. La major aportació és sens dubte una mimetització literària en el qual està redactat, emulant el tractament de personatges i retòrica que s'aplica en les històries bíbliques. Les conseqüències pel que fa a la versemblança d'aquest fet són de tan evidents que alguns girs argumentals que haguessin resultat ridículs en qualsevol llibret de base bíblica, aquí es desenvolupen amb molta naturalitat.
La temàtica va ser probablement triada d'acord amb el regidor de l'Ospedale i el propi governador Venecià. La història de Judith, malgrat haver estat adaptada prèviament en unes vint ocasions per diferents compositors (A. Scarlatti, Cassati, Lotti…) no es considerava esgotada. El fet que la protagonista fora una dona casava a la perfecció amb la comunitat femenina que era la Pietà. Els ospedali eren bastant flexibles pel que fa a l'elecció de protagonistes sempre que fossin models inequívocs de conducta i impecables d'intencions. Les connotacions polítiques, que més endavant tractarem, també aconsellaven un protagonisme femení, que entroncava amb la personificació habitual de les ciutats (Venècia és habitualment tractada com Adria), la qual cosa constituïa un símil molt adequat.
La principal dificultat en l'escriptura del text radicava en fer avançar l'acció d'una manera natural sense que l'absència de testo ni el llenguatge bíblic suposessin un problema de tipus dramàtic o tensional. Per a això Cassetti va reduir la trama i els seus elements al mínim, com es veu clarament si comparem el llibret amb l'original bíblic. L'absència d'una sèrie de personatges té aquí la seva explicació, a més de no resultar senzill trobar-los les equivalències al·legòriques que la resta de protagonistes ja tenen. Entre les diferències:
- Cauen de la trama Achior i els Ammonite.
- S'amalgamen els personatges de Joakim, l'alt clergat, i Ozias, el regent.
- Augmenta la presència del personatge d'Obri i es modifica el seu nom a una formulació més tradicional. Posa el nom tradicional d'Abra a la serventa i
- Latiniza Vagao per Vagaus.
- Algunes al·lusions sobre la pietat del poble judaic han estat esborrades, igual que el motiu pel qual Nabucodonosor envia l'armada.

La principal feblesa dramàtica del llibret de Cassetti resideix en l'arribada de Judith com una emissària de pau i no com una trànsfuga o traïdora. Per evitar justificar els quatre dies que en l'original bíblic passa Judith en el campament dels assiris, Cassetti fa que Holofernes s'enamori a primera vista d'ella, solució molt operística però de pobra escriptura. Tant se centra la trama en el tema amorós que alguns especialistes vivaldians (Michael Talbot entre ells) afirmen que l'obra corre el perill de convertir-se en una espècie de "oratori eròtic". Just abans de les línies finals del cor, el personatge de Ozias es permet el que anomenem una 'licenza': un monòleg en el qual fa explícita la connexió entre Venècia i Judith. Per si no havia quedat suficientment clar, afegeix com a apèndix al text l'anomenat Carmen allegoricum, que més tard analitzarem.
En l'aspecte formal, l'obra està dividida en dues parts estrictament iguals amb 14 números en cadascuna d'elles. No hi ha duos ni cap tipus de formació de conjunt, tal vegada per qüestions relacionades amb la forma en la qual aprenien cant les figlia di coro, amb tècniques inadequades pel conjunt, o bé en un intent deliberat d'evitar competitivitats directes entre les cantants. En l'obra, com a punt de tall s'agafa la festa que prepara Vagaus, i que equival al sermó i refrigeri que es produïa en la pausa de l'oratori. La distribució d'àries és bastant més equitativa de l'ús habitual en l'òpera: Judith (7), Vagaus (6), Holofernes (4), Obri (4), Ozias (3) (en aquest cas, totes en la segona part, la qual cosa li equipara en importància a la pròpia Judith).
En la rotació d'aquestes àries amb els cors es nota la saviesa d'un llibretista madur, alternant protagonismes. L'obra arrenca in media res, és a dir, amb l'acció ja iniciada i omès tot l'episodi previ relacionat amb la decisió de la presa de Betulia. Aquest tret defineix meridianament les intencions dels autors: malgrat la notable extensió de l'oratori, el temps es dosa en funció del retrat psicològic dels personatges, més que per l'acció.
Entre les insuficiències del llibret de Cassetti destaquen les referències clàssiques i arcàdiques que inclou i que provoquen una sèrie d'incongruències notòries (Holofernes invoca Apol·lo, mentre que Vagaus convoca les fúries).

## La música de Vivaldi
Dos elements propis de l'oratori van exercir un influx alliberador en Vivaldi i van ser, fet i fet, els responsables de la gran imaginació melòdica abocada en l'obra. Encara que la representació d'una peça d'aquestes característiques requeria una certa actuació, la implicació quant a moviment escènic, vestuari i acció per part del cantant es reduïa al mínim. Com a conseqüència directa, l'escriptura del venecià podia elevar el grau de virtuosisme i donar més rellevància al text en la part vocal. El segon factor estava molt relacionat amb el primer: les cantants d'obres sacres actuaven amb les partitures davant, no sent necessari memoritzar-les. La relaxació i confiança que aquest aspecte despertava en les figlie di coro van permetre a Vivaldi augmentar en nivell d'exigència i allargar la durada de les àries fins al punt que considerés precís.
La característica més important de Juditha triumphans és la capacitat vivaldiana per a la caracterització. L'arsenal de recursos és tan gran que podríem detenir-nos en cada fragment per realitzar una anàlisi en profunditat. Ens centrarem no obstant això en una sèrie de mostres paradigmàtiques que il·lustrin a manera d'exemple la capacitat d'introspecció psicològica del músic. Vivaldi comença a dotar de significat a la seva música des del primer compàs i en el primer pentagrama, dedicat al redoblament dels timbals en exclusiva. Aquest fet, sumat a la utilització de parells de trompetes i oboès per al cor inicial ens parla de forma clara que ens trobem davant un oratori de caràcter militar. El cor representa als soldats de Holofernes i els caracteritza amb una escriptura homofònica, tractament sil·làbic del text, escasses floritures en l'escriptura i un gran nombre de passatges al uníson, visió molt eloqüent de l'exèrcit.

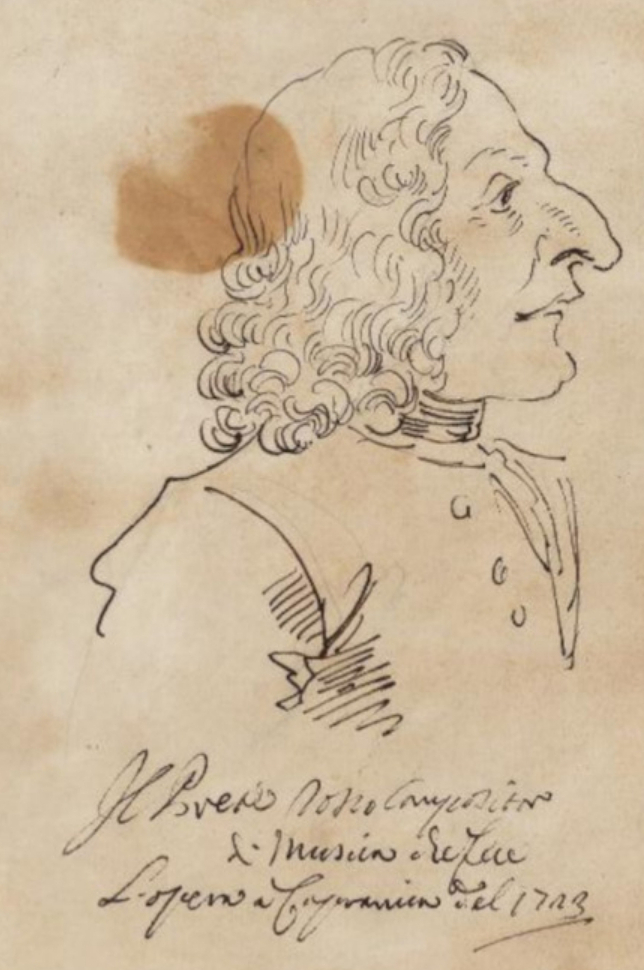
Caricatura de Vivaldi Il prete rosso de Pier Leone Ghezzi (1723)

La durada d'aquest fragment inicial excedeix amb molt el temps habitual dels cors d'obertura en gèneres afins, com per exemple l'òpera, gràcies a la utilització d'una estructura da capo (a-b-a’), la qual cosa era habitual entre els oratoris, on el pes del component coral és molt més acusat.
Per a la primera de les grans àries, Matrona inimica, que arribava de la mà de Vagaus, Vivaldi es va debatre entre dos acostaments diferents donada la importància del moment. Un de les poques febleses dramàtiques del llibret de Cassetti radicava, com ja hem dit, en la introducció del personatge de Judith i l'enamorament de Holofernes a primera vista. El text del llibret predisposava a Holofernes:
“Una dama enemiga
et busca al costat de l'exèrcit,
gran general Holofernes.
I aviat, creu-me,
serà la teva amiga,
si poses la teva vista en ella.”
La primera versió de l'ària incloïa un acompanyament bastant poc colorit amb una caracterització dramàtica molt ajustada gràcies als violins al uníson, recurs típic barroc quan es tractava d'acompanyar un servent (en aquest cas, Vagaus) o en general a qualsevol personatge socialment subordinat. Finalment, la qualitat de la cantant i la necessitat de fer de l'entrada de Judith un moment eròticament fort van fer que Vivaldi optés per una segona versió amb una escriptura molt més colorista, en compàs de 3/8 i acompanyament independent per a cada part de corda. Va resultar un ària brillant, virtuosa i molt lluminosa. Aquesta decisió, que en el marc d'una òpera podria haver resultat errònia per la pèrdua de versemblança dramàtica, aquí es manifesta com tot un encert, tapant-se les febleses del llibret i aconseguint una bona presentació de la protagonista.
La seva aparició, que succeeix immediatament després en Quo cum patriae em ducit amore, és un altre bon exemple de la cura en el dibuix dels personatges. Per conceptualitzar-la musicalment de forma correcta Vivaldi opta per una línia de cant eixuta, freturós de qualsevol tipus d'ornament, descrivint a Judith no com una rebel sinó com a dona d'origen modest forçada per les circumstàncies a ser una heroïna. La tonalitat i el idiomatisme en l'escriptura dels violins evoquen a un ambient pastoral que casa a la perfecció amb la idea de franca humilitat que pretén transmetre Cassetti.
La decisió del enamorament a primera vista fa que, en paraules de Michael Talbot, corria el perill de convertir l'obra en una espècie de oratori eròtic, rep per part del venecià una solució brillant. En l'ària de Holofernes '‘Noli o cara et adorantis es produeix un fals duet entre veu i oboè, on la sensibilitat guanya la partida a l'element sexual. La modulació descendent que simbolitza el fet de caure enamorat que realitza Holofernes en Quid cerno il·lustra millor aquesta capacitat per al traç fi. En Oculimei stupidi quid, i per donar suport a la rusticidad de l'ària desenvolupa un jaç de notes exclusivament diatòniques i un compàs que coincideix amb el pols, extenuante i repetitiu com a bona ària di tempesta. Ozias obre les seves intervenció amb "O sydera, o stellae", que formalment és una obertura francesa que inspira caràcter i el gran gest d'un alt càrrec. Obri es defineix amb el popular ritme de giga, concorde a la seva extracció social.
Únicament 15 anys separen aquells primers oratoris de Fava amb aquest representant del barroc tardà, però quan les escoltem semblen que pertanyen a segles diferents.

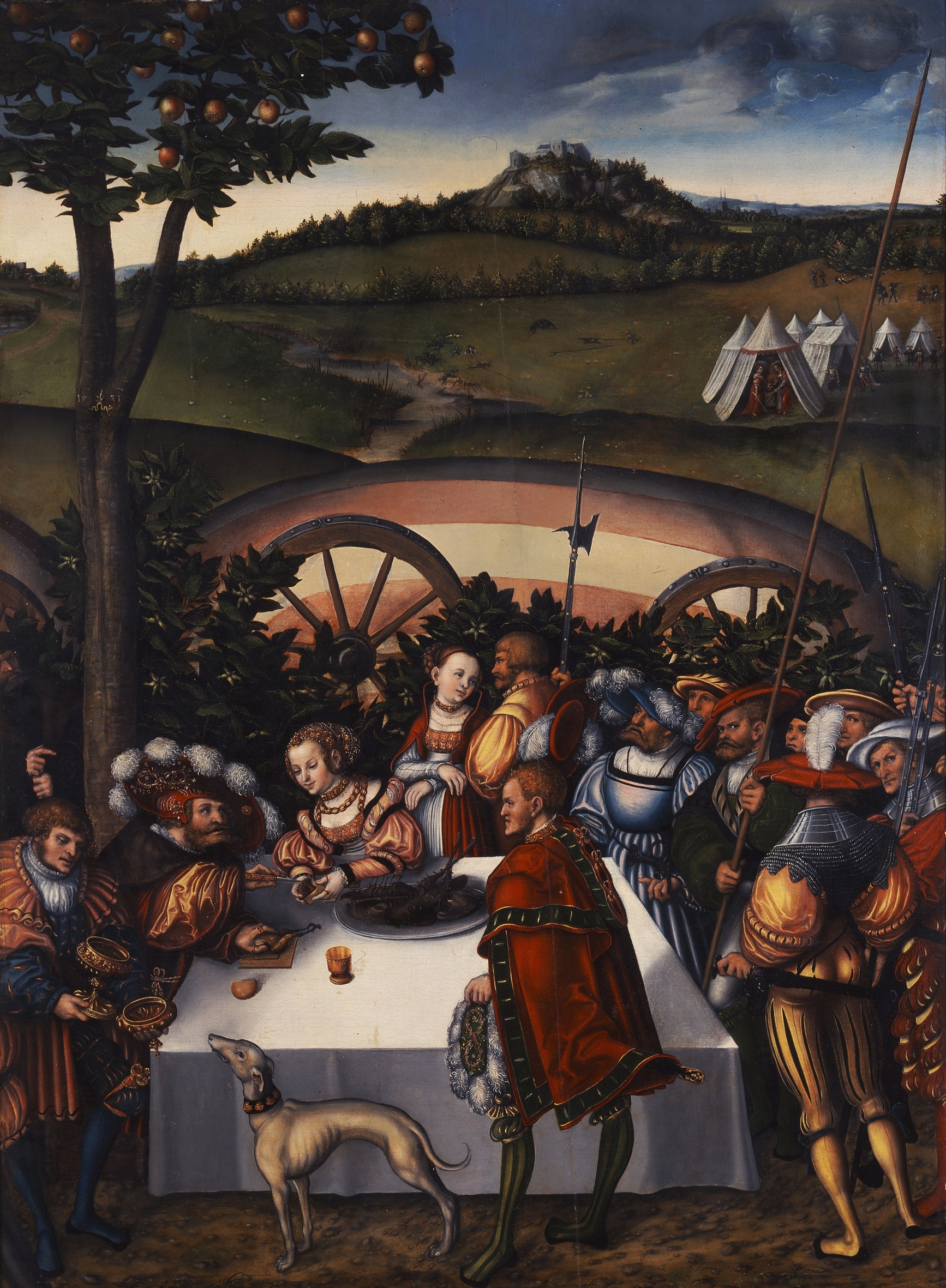
Judith a la taula de Holofernes (oli de Lucas Cranach el Vell, s.).

Com a últim exemple i tal vegada el més bell i representatiu, tenim l'ària de Judith "Veni, veni, em sequere fida". Aquest és el text del llibret:
Veni, veni, em sequere fida
Obri amata,
Sponso orbata.
Turtur gemo ac spiro in et.
Dirae sortis la teva sòcia confida
Debellata
Sorte ingrata,
Sociam laetae habebis em.
La peça està escrita per a veu (Juditha), chalumeau soprano (salmoè en paraules de Vivaldi) i cordes amb sordina. El text parla de la tórtola, el cant de la qual, un cant d'amanyac ha estat considerat com una espècie de lament natural en tota la literatura clàssica. Donada l'excepcional fidelitat d'aquest animal, aquest lament s'associa a la separació del seu company, i en clara similitud, és metàfora habitual respecte a les vídues. Fins aquí arriba el text. Vivaldi decideix moure's en dos nivells referent a això: utilitza la imatge de la fidelitat com una remembranza de Judith cap al seu marit i també com a representació de la fidelitat d'Obri cap a la seva mestressa. Per realitzar aquest joc d'evocacions se serveix del salmoé, un chalumeau soprano, antecedent del clarinet, d'escassa tesitura però de timbre aterciopelado i de similitud evident amb el cant de la tórtola. Amb un reiterat interval de cinquena descendent emula l'amanyac de la tórtola (remembranza del marit), seguit de semicorxeres descendents amb una sonoritat idèntica al repertori de festeig de l'au (lleialtat d'Obri). Per il·lustrar la imatge proposada per Cassetti ("segueix-me confiada"), el venecià aplica cap a la meitat de l'ària petites estructures canòniques que semblen constrènyer-se mútuament amb la constància de les nostres dues protagonistes. Per acabar d'aprofundir en les sensacions de Judith, els violins segueixen un dibuix de semicorxeres repetides, que no és una altra cosa més que la convenció barroca d'imitar el batec d'un cor agitat.
Tota aquesta sèrie d'elements enriqueixen una peça de colorit exuberant però no gaire virtuosa, l'alt grau de la qual d'introspecció no atenua la seva capacitat de commoure a l'oïdor sinó tot el contrari.

## Connotacions polítiques: elCarmen Allegoricum
el 1714 Venècia havia reprès els seus enfrontaments amb els seus eterns enemics, els turcs. De fet, l'Imperi Otomà es va mantenir molt present a l'entorn de la Mediterrània malgrat diverses severes derrotes fins a mitjan segle xviii.

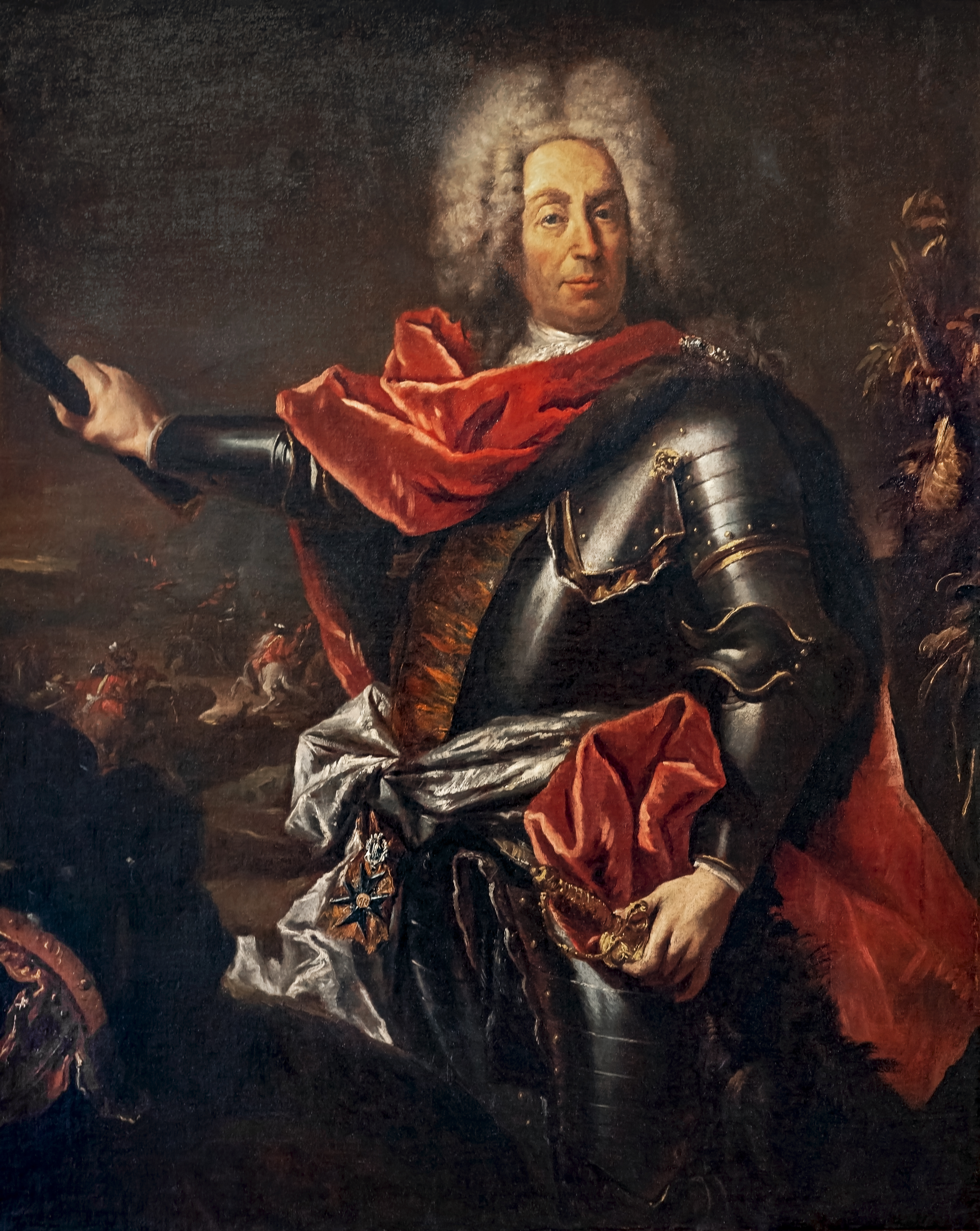
Johann Matthias von der Schulemburg, general prussià al servei de Saxònia. Oli de Giovanni Antonio Guardi.

L'agost de 1716 Venècia va aconseguir dos grans triomfs sobre ells: l'alliberament de la fortalesa veneciana de Corfú i la victòria del príncep Eugeni al capdavant de les tropes aliades cristianes.
En un ambient d'enaltiment patriòtic i franc orgull nacional Cassetti va trobar una oportunitat única de lloar la victòria i predisposar al seu favor al públic assistent. L'últim foli del manuscrit del Juditha inclou un text denominat Carmen Allegoricum en el qual explica les claus metafòriques del dramatis personae de l'obra:
- Juditha representa a la ciutat de Venècia, nomenada sota la fórmula tradicional d'Adria.
- Holofernes és la personificació del sultà turc, acabat de derrotar.
- Vagaus simbolitza al comandant de l'exèrcit otomà.
- Obri és la personificació de la fe cristiana.
- Ozias és l'encarnació del Papa.
- La ciutat assetjada de Bethulia és una metàfora de la pròpia Església.

Encara que la subtilesa brilla per la seva absència en aquests símils al·legòrics, el goig i l'alegria incontenible per la victòria van fer que la recepció que se li va dispensar a aquesta dedicatòria s'apropés a la catarsi. No en va, el general que guiava els exèrcits cristians, Johann Matthias von der Schulenburg, havia estat convidat a l'acte amb tota la intenció per part de la gerència de l'Ospedale.